# Ocularia pointeli
Ocularia pointeli är en skalbaggsart som beskrevs av Pierre Lepesme och Stefan von Breuning 1955. Ocularia pointeli ingår i släktet Ocularia och familjen långhorningar. Inga underarter finns listade i Catalogue of Life.